# 1288

## Родени
- Евренос, османски пълководец
- Иван I, велик княз на Владимирско-Суздалското княжество